# Province de Boujdour
Dans le cadre de l'administration territoriale marocaine, la province de Boujdour (en arabe : بو جدور) est une subdivision de la région de Laâyoune-Sakia El Hamra. Elle tire son nom de son chef-lieu, Boujdour.
Son territoire, qui fait partie du Sahara occidental revendiqué à la fois par le Maroc et le Front Polisario, est administré de fait par le Maroc depuis le milieu des années 1970.

## Géographie
La préfecture de Boujdour est située au nord de la région de Laâyoune-Sakia El Hamra, elle couvre une superficie d'environ 43 753 km2. 
Elle est bordée par :
- les provinces de Laâyoune et d'Es Semara au nord ;
- la Mauritanie à l'est ;
- la province d'Oued Ed-Dahab au sud ;
- l'océan Atlantique à l'ouest.

|                  | province de Laâyoune (Laâyoune-Sakia El Hamra)  | province d'Es Semara (Laâyoune-Sakia El Hamra) |
| Océan Atlantique | préfecture de Boujdour                          | Mauritanie                                     |
|                  | province d'Oued Ed-Dahab (Dakhla-Oued Ed Dahab) |                                                |

## Histoire
La province de Boujdour a été créée par le dahir portant loi du 6 août 1976, après la Marche verte de 1975 débouchant sur les accords de Madrid qui partagent le Sahara occidental en deux. Ainsi la région espagnole de Seguia el-Hamra est confié au Maroc tandis que celle Río de Oro à la Mauritanie. Tout comme les provinces de Laâyoune et d'Es Semara, la province de Boujdour voit le jour le 6 août 1976.
À sa création, la province de Boujdour comptait 2 cercles qui comptait en son sein 4 caïdats et communes toutes rurales : Bir Anzarane, Oum Dreyga, Boujdour et Gueltat Zemmour.

## Démographie

### Évolution démographique
La population totale de la province de Boujdour est passée, de 1994 à 2004, de 21 691 à 46 129 habitants.
| Année                          | Population totale | Population urbaine | Population rurale |
| ------------------------------ | ----------------- | ------------------ | ----------------- |
| 1994                           | 21 691            | 15 167             | 6 524             |
| 2004                           | 46 129            | 36 843             | 9 286             |
| Données issues de recensements |                   |                    |                   |

### Population urbaine
La population urbaine de la province de Boujdour est passée, de 1994 à 2004, de 15 167 à 36 843 habitants.
| Ville                          | 1994   | 2004   | Taux d'accroissement |
| ------------------------------ | ------ | ------ | -------------------- |
| Boujdour                       | 15 167 | 36 843 | 243 %                |
| Données issues de recensements |        |        |                      |

### Population rurale
La population rurale de la province de Boujdour est passée, de 1994 à 2004, de 6 524 à 9 286 habitants.
| Population Rurale par Commune  | 1994  | 2004  | Taux d'accroissement |
| ------------------------------ | ----- | ----- | -------------------- |
| Gueltat Zemmour                | 4 716 | 6 740 | 42 %                 |
| Jraifia                        | 1 294 | 1 385 | 0,7 %                |
| Lamssid                        | 514   | 1 161 | 125 %                |
| Données issues de recensements |       |       |                      |

### Sources
- (de) Cet article est partiellement ou en totalité issu de l’article de Wikipédia en allemand intitulé « Boujdour (Provinz) » (voir la liste des auteurs).